# فهغ
فهغ أو فهغ دار المعمور (أبجدية جاوية: ڤهڠ)، أو (باهانغ باللغة الملاوية: Pahang)، هي ثالث أكبر ولاية في ماليزيا، بعد سراوق وصباح، والأكبر في شبه الجزيرة الماليزية. تحتل الولاية معظم حوض مياه نهر فهغ الضخم. ويحدها من الشمال كلنتن، ومن الغرب ولاية فيرق، سلاغور، نكري سمبيلن، ومن الجنوب ولاية جوهر ومن الشرق ترغكانو وبحر الصين الجنوبي.
عاصمة الولاية هي كوانتان، والمقعد الملكي في بيكان. وتشمل المدن الهامة الأخرى جيرانتوت، كوالا ليبيس، تيميرلوه والتل المنتجعات من مرتفعات جنتنغ، كاميرون المرتفعات، بوكيت تينجي وهيل فريزر.

## أهم المدن
كوانتان، بينتونج. تيمرلوه، مينتاكاب، ليبيس.

## المنتجات
الزراعة الكاكاو وزيت النخيل والمطاط والشاي والأخشاب والخضروات، النفط والغاز الطبيعي.

## التاريخ
شهدت فهغ استيطاناً بشرياً منذ عصور ما قبل التاريخ.. وفي القرن الثالث عشر الميلادي كانت فهغ تابعة لمملكة سريفيجايا السومطرية، وفي القرن الرابع عشر أصبحت المنطقة تحت سيطرة مملكة ماجاباهيت، وفي القرن الخامس عشر بسطت مملكة ملقا القوية هيمنتها على فهغ. بعد مجيء البريطانيين إلى المنطقة في نهاية القرن التاسع عشر ظنوا أن هذه المنطقة غنية بالثروة المعدنية، وفي عام 1887 قبل سلطان فهغ تعيين وكيل بريطاني لفتح أبواب الدولة للتجارة، على الرغم من تعاون بعض القادة المحليين مع البريطانيين إلا أن المعارضة للحكام الجدد كانت كبيرة، وفي عام 1896 شكّل البريطانيون الاتحاد الفدرالي للدول الملايوية وضم في عضويته فهغ وكان التغير الاقتصادي في فهغ بطيء الخطى، وبسبب فقر الاتصالات داخل الولاية مع العالم الخارج، كان نمو المحاصيل التجارية بطيئا وفي عام 1948 انضمت فهغ إلى اتحاد الملايو الفدرالي لتنال استقلالها عن الحكم البريطاني عام 1957.

## معرض صور

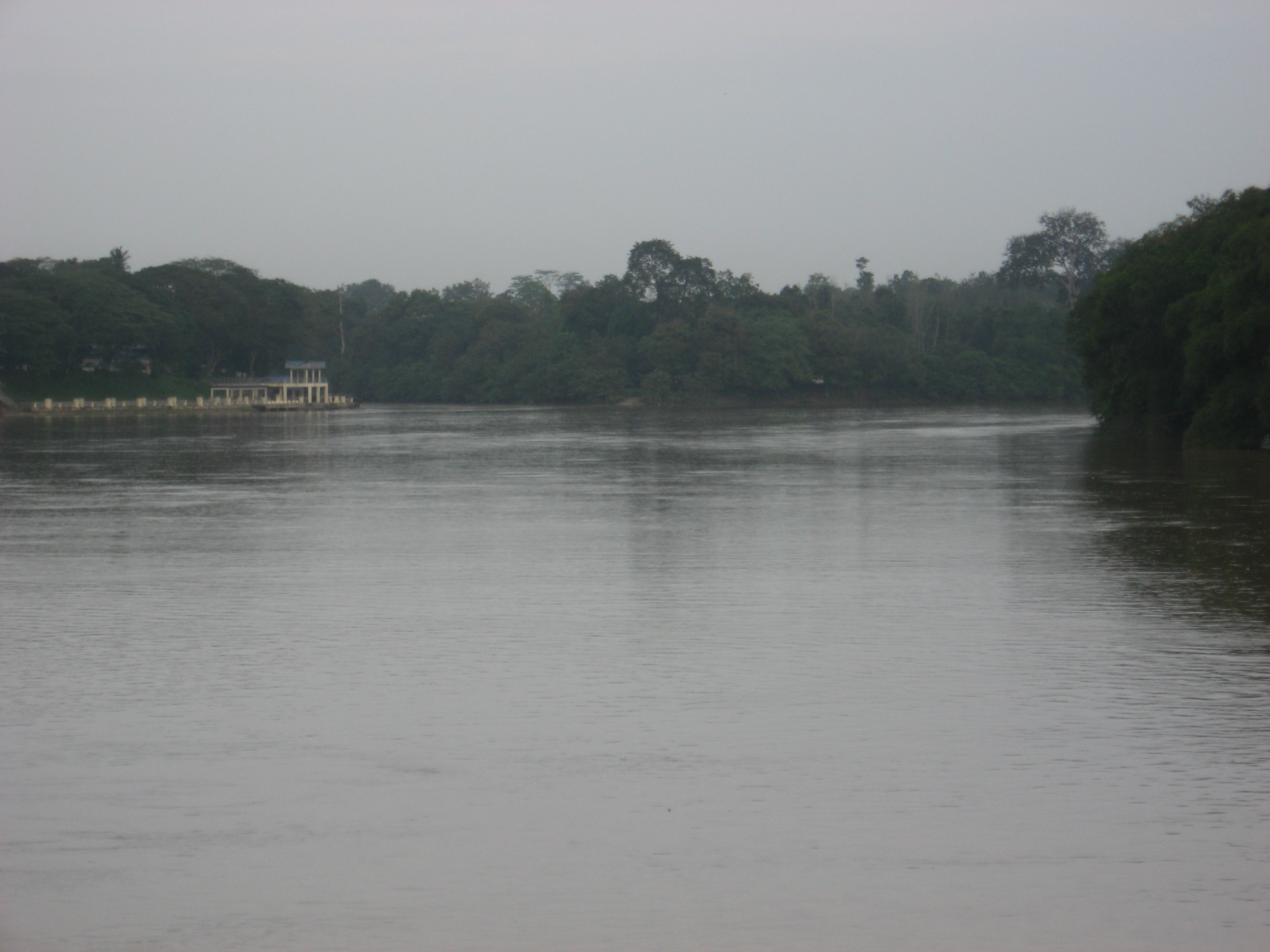
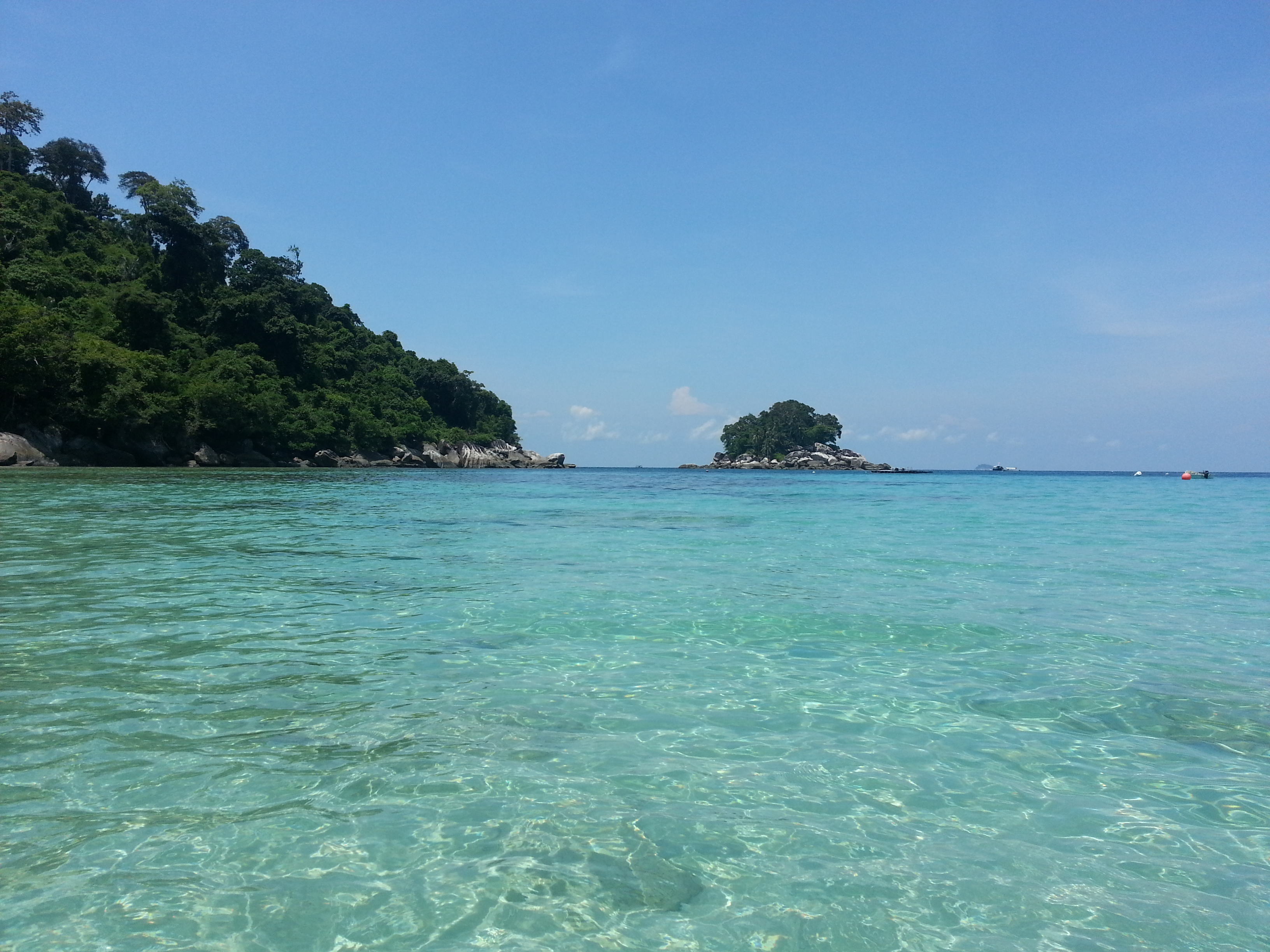
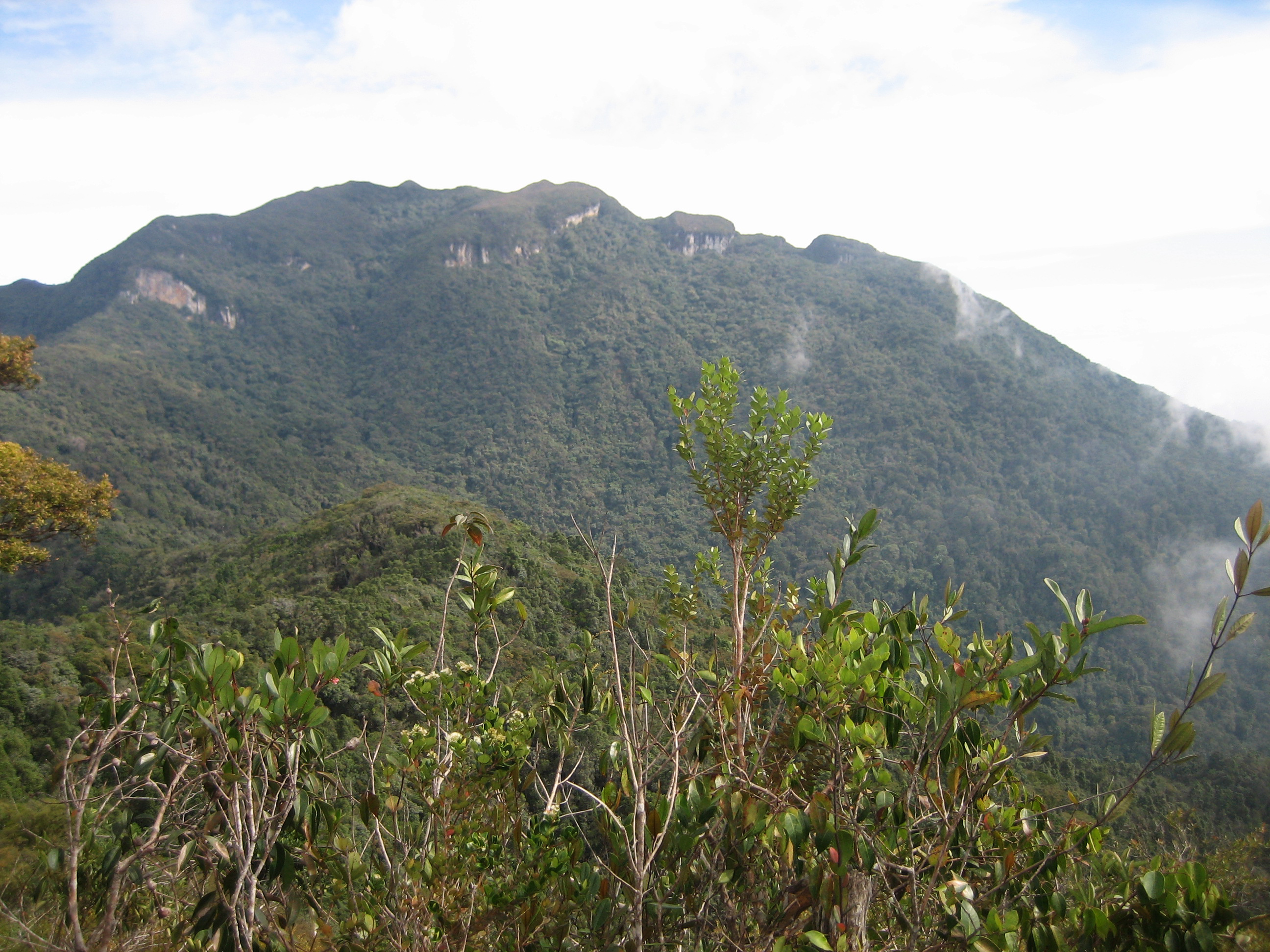
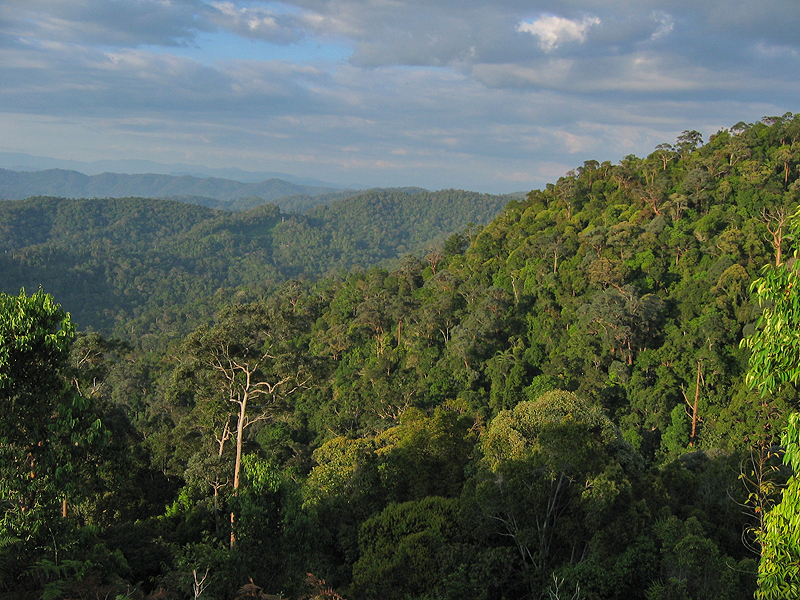